# Michael Winslow
Michael Leslie Winslow (ur. 6 września 1958 w Spokane, Waszyngton) – amerykański aktor komediowy, wystąpił jako sierżant Larvelle Jones w serii Akademia Policyjna. Słynie z umiejętności naśladowania głosem setek dźwięków.

## Filmografia
- Statek miłości (The Love Boat) (gościnnie, 1977-1986)
- The White Shadow jako student (gościnnie, 1978-1981)
- Nightside jako Redlight (1980)
- Nowy film Cheecha i Chonga (Cheech & Chong's Next Movie) jako Komik (1980)
- Nice Dreams jako Superman Nut (1981)
- Space-Stars jako Plutem (1981-1982)
- Underground Aces jako Nate (1981)
- Tag: The Assassination Game jako Gowdy (1982)
- Heidi's Song jako Mountain (głos, 1982)
- Alphabet City jako Lippy (1984)
- Gremliny rozrabiają (Gremlins) jako Mogwai i Gremliny (głos, 1984)
- Akademia Policyjna (Police Academy) jako Larvell Jones (1984)[3][4]
- Lovelines jako J.D (1984)
- Grandview, U.S.A. jako Spencer (1984)
- Akademia Policyjna 2: Pierwsze zadanie (Police Academy 2: Their First Assignment) jako Larvell Jones (1985)[5][6]
- Starchaser: The Legend of Orin (głos, 1985)
- Akademia Policyjna 3: Powrót do szkoły (Police Academy 3: Back in Training) jako sierżant Larvell Jones (1986)
- Zwariowane świry (Zärtliche Chaoten) jako Walker (1987)
- Akademia Policyjna 4: Patrol obywatelski (Police Academy 4: Citizens on Patrol) jako sierżant Larvell Jones (1987)[7][8]
- Kosmiczne jaja (Spaceballs) jako Technik radaru (1987)
- Akademia Policyjna 5: Misja w Miami Beach (Police Academy 5: Assignment: Miami Beach) jako sierżant Larvell Jones (1988)
- Starke Zeiten (1988)
- Zwariowane świry: Powrót z przyszłości (Zärtliche Chaoten II) jako Ronny (1988)
- Akademia Policyjna 6: Operacja Chaos (Police Academy 6: City Under Siege) jako sierżant Larvell Jones (1989)
- Buy & Cell jako Sly (1989)
- Więcej czadu (Think Big) jako Hap (1990)
- Partner z zaświatów (Shades of LA) jako Lewis Delgado (gościnnie, 1990)
- Peryskop w górę (Going under) jako Reporter (1990)
- Facet nie z tej ziemi (Far Out Man) jako Policjant na lotnisku (1990)
- Harry i Hendersonowie (Harry and the Hendersons) jako Chuck Wielki (gościnnie, 1991-1993)
- Extralarge II: Zemsta Gonzalesa (Extralarge: Gonzales' Revenge) jako Dumas (1993)
- Extralarge 2: Misja Kondora (Extralarge: Condor Mission) jako Dumas (1993)
- Extralarge 2: Diamenty (Extralarge: Diamonds) jako Dumas (1993)
- Extralarge II: Cień Ninja (Extralarge: Ninja Shadow) jako Dumas (1993)
- Extralarge 2: Indianie (Extralarge: Indians) jako Dumas (1993)
- Extralarge II: Władca słońca (Extralarge: Lord of the Sun) jako Dumas (1993)
- Akademia Policyjna 7: Misja w Moskwie (Police Academy: Mission to Moscow) jako sierżant Larvell Jones (1994)
- The Drew Carey Show jako Jimi Hendrix (gościnnie, 1995-2004)
- Bloody 27 jako Derrick (2008)
- RoboDoc jako Dr. Murphy (2008)